# Ludwig Mader
Ludwig Mader (* 7. März 1883 in Obermoschel, Pfalz; † 11. Dezember 1956 in Fischen im Allgäu) war ein deutscher Klassischer Philologe und Gymnasiallehrer.
Am 14. Juli 1902 legte er das Abitur in Augsburg ab. Anschließend studierte er in München, Berlin und Erlangen Klassische Philologie. In Erlangen wurde er am 11. März 1907 promoviert. 1905 und 1906 legte er die Lehramtsprüfungen für den höheren Schuldienst ab und war anschließend als Gymnasiallehrer tätig: 1906–1907 in Erlangen, 1907–1910 in Bückeburg, 1910–1925 in Essen, von 1925–1945 als Direktor des Kaiser-Wilhelm-Gymnasiums, später Oberschule und ab 1947 Einhard-Gymnasium in Aachen.
Daneben war er auch wissenschaftlich tätig, schrieb Lehrbücher und übersetzte in seinem Ruhestand antike Fabeln und Sagen.

## Veröffentlichungen
- Über die hauptsächlichsten Mittel, mit denen Euripides Eleos zu erregen sucht. Ein Beitrag zur Technik des Euripides, Erlangen 1907. 68 S. (= Dissertation)
- Beiträge zur epischen Technik der Ilias, Wissenschaftliche Beilage zum Jahres-Bericht des Königlichen Gymnasiums in Essen-Ruhr 19[13]/14, Essen, Boeckling & Müller 1914. 32 S.
- Geschichte der griechischen Literatur. Velhagen & Klasings Sammlung deutscher Schulausgaben 199. Bielefeld; Leipzig, Velhagen & Klasing 1924. VI, 126 S.
- Lateinische Wortkunde, Frankfurt am Main, Diesterweg 1939. VII, 121 S.
- Antike Fabeln. Hesiod, Archilochos, Aesop, Ennius, Horaz, Phaedrus, Babrios, Avianus, Romulus, mit 97 Bildern des Ulmer Aesop von 1476, eingeleitet und neu übertragen von Ludwig Mader. Die Bibliothek der alten Welt, Griechisch-römische Reihe. Zürich, Artemis-Verlag 1951. 368 S.
- Griechische Sagen. Apollodoros, Parthenios, Antoninus Liberalis, Hyginus, eingeleitet und neu übertragen von Ludwig Mader. [Aus dem Nachlass hrsg. u. erg. von Liselotte Rüegg]. Bibliothek der alten Welt, Reihe Sammlungen und Anthologien. Zürich, Artemis-Verlag 1963. XXXII, 452 S. (Die)